# The Girl of My Dreams
The Girl of My Dreams er en amerikansk stumfilm fra 1918 af Louis Chaudet.

## Medvirkende
- Billie Rhodes
- Jack McDonald som George Bassett
- Lamar Johnstone som Kenneth Stewart
- Golda Madden som Madelin Stewart
- Jane Keckley som Ma Williams